# Monumento a Ramón Espinosa
El monumento escultórico a Ramón Espinosa se encuentra en la plaza del mismo nombre, frente a la iglesia de las Mercedarias del distrito de Lima, Perú. Además, ha sido declarado como bien mueble integrante del Patrimonio Cultural de la Nación por el Ministerio de Cultura mediante la Resolución Viceministerial N°053-2018-VMPCIC-MC el 24 de abril del 2018.
Obra del escultor Artemio Ocaña, el cual fue inaugurado el 12 de octubre de 1926.

## Descripción
El monumento escultórico conmemorativo, realizado en honor al docente Ramón Espinosa y el valor de su aporte a la educación, es un bien cultural inmueble cuya base está realizada en piedra laja, el pilar de granito, la placa conmemorativa y el busto de bronce, con una altura de 3.96 metros.
La composición formal del monumento presenta piedra laja en el primer escalón del basamento, un pedestal rectangular de granito, que posee una placa de bronce con símbolos e inscripciones en la orientación Norte del monumento escultórico.
La placa conmemorativa está realizada en bronce y contiene la siguiente inscripción:

HOMENAJE DEL CONSEJO PROVINCIAL DE LIMA AL DR. DON RAMON ESPINOSA EDUCADOR DEL PUEBLO Y ORGANIZADOR DE LAS CLASES OBRERAS. SE INAUGURÓ ESTE MONUMENTO EL 12 DE OCTUBRE DEL 1926
SIENDO PRESIDENTE DE LA REPUBLICA DON AUGUSTO B. LEGUÍA 
ALCALDE DE LIMA DON ANDRÉS F. DASSO

En la zona superior de la plaza se encuentra el escudo del Perú ramificado y en la parte inferior el escudo de Lima con el águila bicéfala.
En la parte superior del pedestal, se encuentra anclado el busto realizado en bronce que representa a Ramón Espinosa con la parte superior del cuerpo erguido y la mirada hacia el frente. Su vestimenta cuenta con una terminación asimétrica en la zona inferior frontal del busto.

## Historia

### Concepción y fabricación de la escultura
En sesión del Concejo Provincial de lima, del 25 de noviembre de 1924, bajo la conducción del alcalde Pedro José Rada y Gamio, se aprobó la propuesta para otorgar un subsidio de 100 libras peruanas, por una vez, a la Asamblea de Sociedades Unidas, para la colocación de un busto de Ramón Espinosa, en homenaje al maestro, a su larga carrera y a su apoyo a la clase trabajadora, en la Plazuela de Mercedarias. (Hamann, 2015)
En sesión del 21 de mayo de 1926, presidida por Andrés F. Dasso, alcalde de la ciudad, se dio cuenta del oficio del presidente de la Asamblea de Sociedades Unidas, mediante el cual se agradeció al Concejo la incorporación en su Presupuesto de una partida de 600 libras peruanas para la erección del monumento a don Ramón Espinosa. Al respecto el señor Arróspide pidió el aplazamiento de varias partidas, entre ellas la referida a este monumento, para ayudar al gobierno a asfaltar 103 cuadras en lima. (Hamann, 2015)

## Ubicación
Se encuentra ubicado en el distrito del Cercado de Lima, en la plazuela Ramón Espinosa (antes plaza Las Mercedarias), en la esquina formada por los jirones Áncash y Maynas en Barrios Altos.